# Stettiner FC Titania
Stettiner FC Titania (celým názvem: Stettiner Fussballclub Titania 1902) byl německý fotbalový klub, který sídlil v pomořanském městě Stettin (dnešní Štětín v Západopomořanském vojvodství). Klubové barvy byly tmavě červená a modrá.
Založen byl v roce 1902 pod názvem Stettiner FV Urania. V sezónách 1919/20 a 1926/27 se stal baltským mistrem a vybojoval si tak právo zúčastnit se německého mistrovství. Celkově se jich zúčastnil šestkrát (mimo vítězné ročníky ještě v sezónách 1921/22, 1924/25, 1928/29 a 1929/30). Zaniká v roce 1930 po vyhlášení konkursu.
Své domácí zápasy odehrával na stadionu Deutscher Berg s kapacitou 2 500 diváků.

## Historické názvy
- 1902 – Stettiner FV Urania (Stettiner Fussballverein Urania)
- 1903 – Stettiner FV Urania/Titania (Stettiner Fussballverein Urania/Titania)
- 19?? – Stettiner FC Titania (Stettiner Fussballclub Titania)

## Získané trofeje
- Baltische Fußballmeisterschaft ( 2× )
  - 1919/20, 1926/27